# マシーナ
マシーナ（Machina）はアメリカ合衆国アーカンソー州リトルロックのバンド。
バンド名には、ラテン語の“デウス・エクス・マキナ”から取られた「いかなる絶望的な状況においても、神の救いを借りて乗り越えることができる」という意味が込められている。
Machinaは一般的にマキナやマシナと読まれるが、このバンドはマシーナと発音する。
ギタリストのジョン・ルコンプが、フューチャー・リーダーズ・オブ・ザ・ワールドのボーカリスト、フィル・タイラーと共にリトルロックにて、2005年よりアコースティック・ユニットとして活動を開始。当初、彼らの関係は一時的なものであったが、やがて共作活動を始めることを互いに同意。影響を受けた音楽性の違いにもかかわらず、信頼関係を結び、共に音楽活動を始める事となった。後にベーシストのサッド・エイブルズ、ドラマーのロッキー・グレイが加入し、4人編成となる。
マシーナの音楽には、フィル・タイラーが大いに影響を受けた1990年代のグランジやヒップホップ、そしてジョン・ルコンプが好むメタル系サウンドに加え、双方の過去の音楽活動の経験が融合し、激しく、かつ神秘的であり、またエレクトロニックなサウンドになっている。
2007年8月、初EP『MACHINA』をリリースし、アーカンソー州を中心に初のUSツアーを行う。
2008年にはモトリー・クルーのミック・マーズとコラボレーションを果たし、「Save You」という曲を完成させるも、こちらはリリースには至っていない（2013年現在）。
2012年10月、Rogue Records Americaと契約、デビューアルバム「To Live and Die in the Garden of Eden」をiTunes、レーベルサイトよりデジタル版、CD版ともにリリースした。
同年11月、アメリカ国内16ヶ所で3週間に渡るツアーを行う。その模様はドキュメンタリーとして、実録番組「The Making of Rockstars」により取材及び撮影された。
同番組は2013年末より、全米にて放送予定。
ミュージック・ビデオ "Crown" "Tranquility"